# Maigret e il commerciante di vini
Maigret e il commerciante di vini (titolo originale Maigret et le Marchand de vin), uscito in Italia anche col titolo Maigret e il produttore di vino, è un romanzo poliziesco di Georges Simenon con protagonista Maigret, il settantunesimo romanzo dedicato al celebre commissario.
Simenon lo scrisse dal 23 al 29 settembre 1969 a Epalinges (cantone di Vaud) in Svizzera: fu pubblicato il 27 febbraio 1970 in Francia presso l'editore Presses de la Cité.
È uno dei rari romanzi con Maigret protagonista nei quali si trova un preciso riferimento a fatti di attualità della Parigi dell'epoca: nel corso dell'inchiesta si accenna che i mercati generali, allora ancora situati a Les Halles, "fra qualche mese saranno trasferiti a Rungins", cosa che avvenne nel 1971, circa un anno dopo il libro.

## Trama

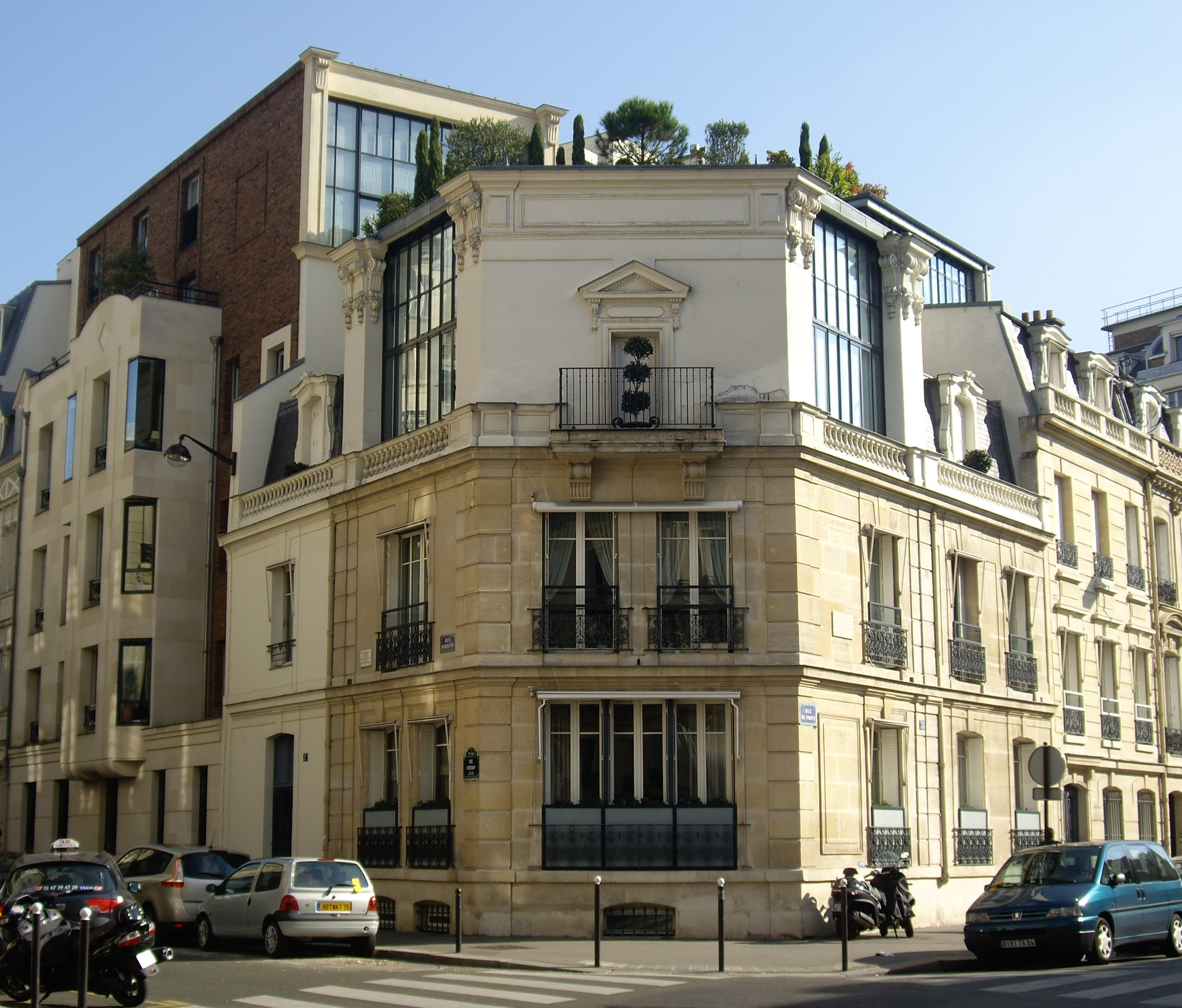
L'angolo tra rue Fortuny e rue de Prony

Mentre Maigret sta interrogando Théo Stiernet, un ragazzo che ha ucciso sua nonna per pochi franchi, arriva la notizia che per strada, nel XVII, è stato ucciso Oscar Chabut, un ricco commerciante di vini. Maigret lascia l'interrogatorio del ragazzo a Lucas e si reca sul posto, in rue Fortuny, dove ogni mercoledì la vittima andava a un appuntamento con Anne-Marie Boutin, detta anche la Cavalletta, sua segretaria e in segreto amante. Poi va a far visita a Jeanne, sua moglie, nel loro appartamento di place des Vosges. Lei gli fornisce una lunga lista scritta di relazioni che il marito ha avuto negli anni. Durante l'inchiesta Maigret non si sente bene (sua moglie ha appena avuto l'influenza), indossa una sciarpa, ingoia un'aspirina, ma non demorde. Riceve una telefonata anonima dove un uomo gli dice che Chabut era un "porco", ma in fondo Maigret non crede sia un affare di gelosia. Piuttosto sospetta di Gilbert Pigou, una volta contabile dell'azienda Vin des Moines, di proprietà della vittima, il quale è stato licenziato sei mesi prima in modo brusco. È lui che continua a telefonare e a seguire per strada il commissario che, a sua volta, lo sta facendo cercare. Poi una sera tardi Pigou si presenta a casa del commissario, stremato, e confessa. Ha ucciso lui Chabut, perché era cinico e sadico e non riusciva a provare compassione per i propri dipendenti, anzi aveva approfittato di un suo piccolo errore contabile per fargli una scenata umiliante, talmente plateale che da allora non era più riuscito a trovare altro lavoro. Pigou confessa anche di essere stato costretto nei tre mesi precedenti l'omicidio a rubare, poiché sua moglie lo accusava di non essere capace di guadagnare, proprio lei che aveva scoperto essere stata un'amante di Chabut, donnaiolo impenitente e sprezzante. Ora vorrebbe che tutto ciò finisse. Maigret prova pietà e persino simpatia per l'uomo, ma ha il dovere di farlo arrestare.

## Adattamenti

### Televisione
- Maigret et le marchand de vin, episodio facente parte della serie televisiva Les enquêtes du commissaire Maigret per la regia di Jean-Paul Sassy, trasmesso per la prima volta su Antenne 2 il 12 aprile 1978, con Jean Richard nel ruolo del commissario Maigret.
- Maigret et le marchand de vin, episodio facente parte della serie televisiva Il commissario Maigret per la regia di Andrzej Kostenko, trasmesso per la prima volta su France 2 il 16 gennaio 2002, con Bruno Cremer nel ruolo del commissario Maigret. In Italia l'episodio andò in onda il 15 giugno 2008 col titolo Maigret e il mercante di vini.

## Edizioni italiane
- Maigret e il commerciante di vini, traduzione di Sarah Cantoni, Collana Oscar nº282, Milano, Mondadori, 1970,  p. 180.[2] - Postfazione di Alberto Savinio, Collana Oscar Narrativa nº1339, Mondadori, 1994.
- Maigret e il produttore di vini, traduzione di Elda Necchi, Collana gli Adelphi nº381, Milano, Adelphi, 2010,  p. 167, ISBN 978-88-459-2545-0.
- in  I Maigret 15, Collana Maigret, Milano, Adelphi, 2016, ISBN 978-88-459-3141-3. - nuova ed., Adelphi, 2019, ISBN 978-88-459-3387-5.